# Maniche
Nuno Ricardo de Oliveira Ribeiro (Lisboa, 11 de noviembre de 1977), conocido deportivamente como Maniche, es un exfutbolista portugués. Su último club fue Sporting Club.

## Selección nacional
Ha sido internacional con la selección de Portugal en 52 ocasiones y ha marcado 7 goles.
Maniche es un jugador de gran calidad ha tenido una buena participación en la copa del mundo 2006 en Alemania formando el mejor centro del campo junto a Deco y Costinha. Maniche marcó un gol frente a Países Bajos en un partido de octavos de final con la asistencia de Luís Figo que sirvió a Portugal para moverse a cuartos de final que por cierto Portugal vence a Inglaterra en la tanda de penaltis 3-1 desde que finalizó el mundial ha participado en algunos partidos para la Euro 2008 pero no ha sido convocado para ese torneo después de que el torneo finalizase Maniche es convocado por el nuevo seleccionador Carlos Queiroz que por cierto jugó algunos partidos de la clasificación para la copa del mundo de Sudáfrica que en 2009 decide abandonar la selección.

### Participaciones en Copas del Mundo
| Mundial              | Sede     | Resultado     |
| -------------------- | -------- | ------------- |
| Copa Mundial de 2006 | Alemania | Cuarto puesto |

### Participaciones en Eurocopa
| Eurocopa      | Sede     | Resultado  |
| ------------- | -------- | ---------- |
| Eurocopa 2004 | Portugal | Subcampeón |

## Clubes
| Club               | País       | Año         | PJ | Goles |
| ------------------ | ---------- | ----------- | -- | ----- |
| Benfica            | Portugal   | 1995 - 1996 |    |       |
| Alverca            | Portugal   | 1996 - 1999 |    |       |
| Benfica            | Portugal   | 1999 - 2002 | 56 | 12    |
| Porto              | Portugal   | 2002 - 2005 | 66 | 10    |
| Dinamo Moscú       | Rusia      | 2005 - 2006 | 12 | 2     |
| Chelsea            | Inglaterra | 2006        | 8  | 0     |
| Atlético de Madrid | España     | 2006 - 2007 | 46 | 5     |
| Internazionale     | Italia     | 2008        | 8  | 1     |
| Atlético de Madrid | España     | 2008 - 2009 | 30 | 3     |
| Colonia            | Alemania   | 2009 - 2010 | 30 | 3     |
| Sporting de Lisboa | Portugal   | 2010 - 2011 | 28 | 4     |

## Palmarés

### Campeonatos nacionales
| Título                | Club           | País       | Año  |
| --------------------- | -------------- | ---------- | ---- |
| Primeira Liga         | Porto          | Portugal   | 2003 |
| Copa de Portugal      | Porto          | Portugal   | 2003 |
| Supercopa de Portugal | Porto          | Portugal   | 2003 |
| Primeira Liga         | Porto          | Portugal   | 2004 |
| Supercopa de Portugal | Porto          | Portugal   | 2004 |
| Premier League        | Chelsea        | Inglaterra | 2006 |
| Serie A               | Internazionale | Italia     | 2008 |

### Copas internacionales
| Título                | Club               | País     | Año  |
| --------------------- | ------------------ | -------- | ---- |
| Copa de la UEFA       | Porto              | España   | 2003 |
| UEFA Champions League | Porto              | Alemania | 2004 |
| Copa Intercontinental | Porto              | Japón    | 2004 |
| Copa Intertoto        | Atlético de Madrid | España   | 2007 |

Otros logros:
- Subcampeón de la Supercopa de Europa 2003 con Porto.
- Subcampeón de la Supercopa de Europa 2004 con Porto.

### Distinciones individuales
| Distinción                                   | Año  |
| -------------------------------------------- | ---- |
| Mejor jugador de la Copa Intercontinental    | 2004 |
| Equipo de las Estrellas de la Copa del Mundo | 2006 |